# SZTE Báthory István Gyakorló Gimnázium és Általános Iskola
A Szegedi Tudományegyetem Báthory István Gyakorló Gimnázium és Általános Iskola oktatási intézmény, amely Szeged belvárosában található. A tanintézmény egyszerre szolgál általános iskolaként és gimnáziumként. Az intézmény jelenlegi fenntartója a Szegedi Tudományegyetem. 2008-ban elnyerte az Oktatási és Kulturális Minisztérium által adományozott „Tehetséggondozó iskola” címet. Az SZTE bázisiskolája, Minősített tehetséggondozó műhely. Tagja az Európai Parlamenti Modell programnak, továbbá az Európai Parlament nagykövet iskolája. Az ország legjobb gimnáziumai között tartják számon.

## Elhelyezkedése
Az intézmény Szeged belvárosában, azon belül a Palánk városrészben elhelyezkedő Aradi vértanúk terén, a Tisza Lajos körút egyik végén található. Az iskola közvetlen közelében található a Hősök Kapuja (lévén ez szintén a gimnázium része), néhány perc sétával megközelíthető a Dóm tér, Huszár Mátyás rakpart és a Nagyáruház. Az iskola előtt közlekedik a 2-es villamos, illetve 2021-től az 1-es villamos utóda, a tram-train is. Emellett az iskola gimnáziumi része előtt ki van építve egy megálló a 24-es buszjáratnak is.

## Története
Az általános iskola és a gimnázium története 2015 előtt külön utat járt be.

### Az általános iskola története (1883–2000)
Az intézmény jogelődjéről az első írásos említés 1709-ből származik, Ausfeldt Kristóf katonaorvostól. A 18. század során az iskola nem rendelkezett állandó épülettel, főleg a kincstár által lefoglalt épületekben, majd 1779-től belvárosi bérházakban folyt az oktatás (4 fiú és egy lányosztály számára).
Az 1880-as években a város alapfokú oktatásának helyzete mostoha állapotban volt. Majd az 1880. április 30-ai városi közgyűlésen kijelöltek egy telket az új iskolaépület számára. 1883. október 16-án Ferenc József császár jelenlétében átadták a felépített „uj elemi fiu-iskola” épületét. Az Árpád téri épület ekkor vette fel a Belvárosi Fiú Népiskola nevet.
1910-ben az épület felújításon esett át. 1944-ben a megszálló német katonák foglalták el az épületet.
1951-től 1955-ig a Pedagógiai Tanárképző Főiskola II. sz. Gyakorló Általános Iskolájaként, majd 1958-tól a szegedi egyetem Ságvári Endre Gyakorló Általános Iskolájaként már a tanárképzésbe is bekapcsolódott. Az új, Április 4. útja 3–5. szám alatti épület első szárnyát 1963-ban, másodikat 1976-ban adták át. Az iskola 1983-ban ünnepelte centenáriumi ünnepét.

### A gimnázium története (1955–2000)
A gimnázium ötlete az 1950-es években merült fel elsőként. Ennek oka a Tömörkény és Radnóti Gimnázium kapacitásának csökkenése, ami nem tudta már fogadni a növekvő tanulólétszámot és újabb osztálycsoportok kialakítását. 1955 áprilisában a Városi Tanács úgy döntött, hogy nagy viták árán, de létrehozza a harmadik középiskolát a városban. Június elsején a Tömörkény egykori tanárát, Bokor Istvánt nevezték ki az intézmény élére, aminek ekkor még nincs épülete. A helyszínként felmerült a Bolyai-épület, de végül költséghatékonyság céljából az Április 4. útja 1. (mai Boldogasszony sugárút 2.) alatt elhelyezkedő Ady Diákotthont használják fel. Így 1955. szeptember 1-jén 6 első és 3 második osztály indult el. Az induló osztályok közül először humán és reál osztály indult. Az iskola a nyelvtanulás terén is előrelépést tett. A humán tagozatban latin és német, míg a reál tagozatban orosz nyelvokatatás folyt. 1957-től olasz, 1963-tól francia, angol és német nyelvet is lehetett tanulni az intézményen belül.  Az iskola egy új nevet szeretett volna felvenni. Ezek között szerepelt Hunyadi Mátyás és Mikszáth, Zrínyi, Dózsa, Kossuth, Ságvári, Rózsa Ferenc és Bajcsy-Zsilinszky is. Végül a városi kommunista bizottság kezdeményezésére az Általános Gimnázium elnevezés elé kerül Ságvári Endre neve, amit 1956. január 28-án rendel el az Oktatásügyi Minisztérium. Az oktatás kezdetben párhuzamosan folyt a Mars téren, Alsóvároson, Szentháromság utca -  Szt. Ferenc utca sarkán, a Hősök Kapuja épületében és a Bolyai-épületben egyaránt. A tornaórákat a Boldogasszony sugárúti MÁV kollégium, Apáthy Kollégium tornaterme biztosította a fiúknak, lányok esetében pedig az Ady téri épület. 1956 őszén létesült az iskolában vöröskeresztes munka is. Az 1956-os forradalom során az iskolában hol szünetel a tanítás, hol nem folyik tanórai munka és a diákok is részt vesznek a tüntetésen, például az egyetemről leszedett csillag maradványait is ők dobták a Tiszába. 1956 novembere és 1957 márciusa között egy névváltoztatási javaslat miatt a gimnázium felvette Hunyadi János kormányzó nevét.
Az iskola énekkara a városban (például szerepeltek 1962-ben a Szegedi Szabadtéri Játékokon is) és országosan is sikereket ér el (ez köszönhető a Kossuth Rádiónak is). Az iskola őnképző köre is népszerű lesz, annyira, hogy vidéki kultúrházakban is fellépnek. Az 1970-es években irodalmi színpad is megalakul, melynek tagja volt az iskola akkori diákja, Kulka János is.
1958-tól az akkori József Attila Tudományegyetem tanárszakos hallgatóinak gyakorlóiskolájává válik az intézmény. 1957-ben indul meg a gimnázium keretén belül az ipari-szakmai képzés. Az 1960-as évekre már a paletta bővül francia, matematika–fizika és angol tantervű osztályokkal. A diák élet is ekkoriban éli virágkorát a Ságvári Napokkal és a szegedi iskolák között lezajló TÖMÖRSÁRA (Tömörkény – Ságvári – Radnóti) nevű éves program (amihez a tiszaparti és Deák Gimnázium is csatlakozik, TÖTIDESÁRA névre átkeresztelve az eseményt). Emellett a nyelvi osztályok részére ekkor indult meg a csereutak lehetősége is. 1980-ban ünnepelte a gimnázium 25 éves fennállását. Az 1980-as évekre bevezetésre került a számítástechnika és a „Világnézetünk alapjai” elnevezésű tantárgy oktatása is. 1986. szeptember 11-én a Szentháromság utca és a Tisza Lajos körút sarkán álló szecessziós stílusú épület lesz a gimnázium főépülete. Az 1990-es években megindul az épületen belül a felújítás és elindul a matematika és fizika szak szétválása, illetve a 6 évfolyamos magyar–francia két tanítási nyelvű tagozat működése is.

### Az általános iskola és gimnázium története az SZTE fennhatósága alatt (2000–)
2000 és 2015 között a két intézmény az SZTE fennhatósága alá került Szegedi Tudományegyetem Ságvári Endre Gyakorló Gimnázium és Szegedi Tudományegyetem Ságvári Endre Gyakorló Általános Iskola néven. 2009 és 2011 között a 303 milliós beruházásból felújították a Kis-Ságvári épületét. 2015-ben az általános iskola beolvadásával létrejött az új oktatási intézmény, a Szegedi Tudományegyetem Gyakorló Gimnázium és Általános Iskola.

#### Elnevezési vita
Ságváriról 1945 után a kommunista diktatúra országszerte számos szobrot és emléktáblát állíttatott, intézményeket és közterületeket neveztek el róla. Ezek nagy részét 1990 után elmozdították illetve átnevezték (lásd az ELTE Trefort Ágoston Gyakorlóiskola esete 1991-ben), számos közterületet és iskolát azonban csak 2011–12-ben.
A szegedi intézmény átnevezése már a rendszerváltás során felmerült. Ezt akkor elmulasztották.
A Magyar Tudományos Akadémia állásfoglalásában a helyi önkormányzatokról szóló 2011. évi CLXXXIX. törvény 14/A. § (2) bekezdése alapján nevét közterület elnevezésére nem ajánlja, mivel az a „XX. századi önkényuralmi politikai rendszer fenntartáshoz kapcsolható”. 2014-ben újabb belpolitikai ügyet generált a Ságvári Endre személyének megítélése körüli bizonytalanság. Az Emberi Erőforrások Minisztériuma bejelentette, megváltoztatná a szegedi Ságvári Endre Gyakorló Gimnázium nevét. Barok István, az iskola testnevelő tanára mentegette Ságvárinak a kommunista mozgalomban folytatott tevékenységét. A vitában megszólalt Vincze Gábor is, aki egyértelművé tette, hogy egy demokráciában nem lehet példakép a sztálinista Ságvári. Több egykor az intézményben tanult ismert személy kikelt a névváltoztatás ellen, mint Kulka János, Jáksó László, emellett Szabó Sándor országgyűlési képviselő és Botka László polgármester is ellenezte, hogy Ságvárinál méltóbb személy nevét viselje az intézmény. 2015. március 30-án pedig az iskola korábbi és akkori diákjai, tanárai fáklyás felvonulást szerveztek Szeged belvárosán keresztül, demonstrálva a névváltozás ellen. Azonban Balogh Zoltán és Rétvári Bence az EMMI vezetője és államtitkára egyértelművé tette, hogy a sztálinista Ságvári nevét a továbbiakban nem viselheti az intézmény. Továbbá Ungváry Krisztián történész pontosította korábbi álláspontján. Törvény nem kötelezte az iskolát fenntartó Szegedi Tudományegyetemet a névváltoztatásra, ugyanakkor az iskolák nevéről a 2014-ben életbe lépő felsőoktatási törvény szerint az oktatási miniszter dönt. Az intézmény új névadója kapcsán felmerült többek között Hunyadi János és Szent-Györgyi Albert neve is. 2015 májusának elején jelentették be a tanároknak, az egyetem szenátusa ülése pedig május végén, június elején elfogadta az új alapító okiratot, amely értelmében 2015 szeptemberétől SZTE Gyakorló Általános Iskola és Gimnázium néven működik tovább az intézmény. Vagyis megvalósult ugyan az a szándék, hogy a gimnázium ne viselje a kommunista rendőrgyilkos, Ságvári Endre nevét, azonban ekkor még nem kapott új névadót az intézmény, és 9 évig nem is rendelkezett névadóval.
Később azonban egyre inkább felmerült a tanári kar, a diákok és a fenntartó részéről, hogy a jövőben az intézmény felvegye Báthory István nevét. A régóta várt névváltozásra 2024. szeptember 2-án kerül sor, azóta Szegedi Tudományegyetem Báthory István Gyakorló Gimnázium és Általános Iskola néven működik az intézmény.

## Az intézmény épülete
Az épület a Szentháromság utca és a Tisza Lajos körút sarkán található. Szecessziós stílusban épült 1910-ben. Raichle J. Ferenc tervei alapján készült el a három emeletes épület. A Raichl-palota 1896 előtt számos funkciót töltött be: volt lakóház és kollégium is, 1920-ban Szeged francia megszállása során szenegáli katonák laktak itt. Sőt 1911 és 1921 között itt üzemelt az Apolló Mozgófénykép Színház.
Az eredeti tervek szerint a Szentháromság utca és az Ady tér között egy uszodával és tornateremmel felszerelt épületet szerettek volna építeni. Ez végül nem valósult meg. Jelenleg a gimnázium épületéhez tartozik továbbá a Hősök kapuja, amiben számos tanterem és a Díszterem található, illetve az Irinyi-kollégium egy szárnya.

## Igazgatói

### Gimnáziumi részen
- Bokor István (1955–1956)
- Bánfalvi Ferenc (1956–1959)
- Révész Béla (1959–1962)
- Juhász Antal (1962–1968)
- Valkusz Pál (1968–1990)
- Kardos József (1990–1990) (mint megbízott igazgató)
- Kánitz József (1991–2001)
- Dobi János (2001-től)

### Általános iskolai részen
- Ferenczi János (1877-1896)
- Nagy Ferenc (1896-1897)
- Vass Mátyás (1897-1898)
- Nagy Ferenc (1898-1913)
- Kövessy József (1913-1923)
- Tóth Károly (1923-1926)
- Lantos Béla (1926-1933)
- Botond (Brughardt) Lajos (1933-1944)
- vitéz Nemes Árpád (1944-1945)
- Weller Károly (1945-1946)
- Rózsa Imre (1946 - 1948)
- Sörös Jenőné (1948 - 1950)
- Hámori Ede (1950-1951)
- Mohos Károly (1951-1954)
- Hámori Ede (1954-1974)
- Németh Kálmán (1974 - ?
- Makk Ferencné (? - 1999)
- Sipos Ibolya (1999-től)

## Az iskola híresebb diákjai, tanárai

### Híres tanárai
- Ambrusné Bullás Rózsa, földrajztanár
- Bárdos Pál, magyar- és történelemtanár
- Barok István, testneveléstanár
- Bogáthy László, kémiatanár
- Bognárné Kocsondi Andrea, nyelvtan- és irodalomtanár, a gimnázium igazgatóhelyettese
- Budó Ágostonné, matematikatanár
- Csigér István, biológiatanár
- Csizmazia György, biológiatanár
- Czékus Tibor, szakvezető történelemtanár
- Csúri József, matematikatanár
- Dúró Lajosné, matematikatanár
- Erdei Imre, fizikatanár
- Farkas István, történelemtanár
- Farkas Zoltán, történelem- és filozófiatanár
- Fodor Zsolt, informatikatanár
- Gábris Ida, orosztanár
- Gárgyán Gabriella, némettanár
- Hajnal Imre, matematikatanár
- Hornok András, nyelvtan- és irodalomtanár, tankönyvszerző
- Lessi Viktor, latintanár
- Kakuszi László, fizikatanár, a gimnázium egykori igazgatóhelyettese
- Kánitz József, biológiatanár, a gimnázium egykori igazgatója
- Kardos József, nyelvtan - és irodalomtanár
- Kardos Józsefné, nyelvtan - és irodalomtanár
- Kiss Dezső, franciatanár, a gimnázium egykori igazgatóhelyettese
- Kocsis Vilmos, szakvezető fizikatanár
- Kovács István, Ericsson-díjas matematikatanár, a gimnázium egykori igazgatóhelyettese
- Konfárné Nagy Klára, matematikatanár
- Kovács Béla, franciatanár
- Kovács László, fizikatanár, a gimnázium egykori igazgatóhelyettese
- László Györgyi, földrajztanár
- Lengyel Géza, testneveléstanár
- Juhászné Mészáros Mária, fizikatanár
- Minker Emilné, biológiatanár
- Németh Veronika, biológia- és kémiatanár
- Nikolényi Gábor, nyelvtan- és irodalomtanár
- Öveges Enikő, angoltanár[35][36]
- Pignitzky Beáta, franciatanár
- Rozgonyi-Borus Ferenc, informatikatanár, tankönyvszerző
- Suki Béla, történelem- és filozófiatanár
- Szabó István, történelemtanár, a gimnázium egykori igazgatóhelyettese
- Szaszákné Tóth Judit, földrajztanár, a gimnázium igazgatóhelyettese
- Szécsi József, ének-zene tanár, karnagy
- Szélpál Szilveszter, fizikatanár, operaénekes, színész
- Szörényi József, nyelvtan- és irodalomtanár
- Varga Béláné, testneveléstanár

### Híres diákjai
- Bálint László, kémelhárító, történeti kutató, állambiztonsági szakértő
- Balla György, bányamérnök, mérnök-közgazdász, politikus, országgyűlési képviselő
- Benda Balázs, író
- Benedikty (Horváth) Tamás, író, költő
- Bogdándy Zsófia, a Heim Pál Kórház gyermekorvosa
- Bohács Gerda, jogász, tanácsadó, a Pro Jure Egyesület egyik szervezője
- Boncz Ádám, színész
- Boncz Géza, író, humorista
- Bor Zsolt, fizikus
- Borda Réka, költő, író, műfordító
- Borsik Viktor, a Momentum TizenX országos alelnöke, a szegedi Momentum elnökségi tagja
- Csernus Sándor, történész.
- Csete Balázs, erőnléti edző
- Csonka Dóra, színésznő
- Csúri Ákos, újságíró
- Dlusztus („Vecsernyés”) Imre, újságíró, költő, labdarúgó-vezető, borszakíró
- Dorn Balázs, pszichológus, cselgáncsozó
- Ésik Zoltán, matematikus, egyetemi tanár
- Janó Dániel, jogász, youtuber, kriptovaluta-szakértő/-mentor, online vállalkozó
- Gallé László, biológus, egyetemi tanár
- Gárgyán Gabriella, némettanár
- Gergely András, történész
- Honti Tamás, gazdaságkutató, Four Creation reklámmarketinges cég egyik alapítója
- Jáksó László, televíziós műsorvezető
- Jobba Gabi, színésznő, énekesnő
- Julesz János, orvos
- Katona Péter, szociológus, az Szegedi Tudományegyetem Bölcsészet- és Társadalomtudományi Kar Szociológia Tanszék vezetője
- Kerényi Ádám, közgazdász
- Kiss Dániel, pszichológus
- Kolozsvári Lajos, DJ
- Konter László, Jászai Mari-díjas magyar színész, rendező, színházigazgató
- Kovalcsik Tamás, geográfus, kutató, a Választási Földrajz weboldal egyik szerkesztője
- Kőhalmi Zoltán, humorista, építészmérnök
- Kulka János, színész
- László Györgyi, földrajztanár
- Letoha Tamás, kutató
- Mary Zsuzsi, énekesnő
- Mészáros Péter, a magyar slam poetry műfaj kiemelkedő alakja
- Németh Dezső, pszichológus, egyetemi tanár
- Novák Katalin, politikus, köztársasági elnök
- Olasz Anna, világ- és Európa-bajnoki ezüstérmes magyar hosszútávúszó
- Ördögh Szilveszter, író, műfordító, szerkesztő, Horn Gyula kulturális tanácsadója
- Papp Petra Anna, a HVG újságírója
- Pete Gábor, matematikus
- Petri Csathó Ferenc, költő
- Pop Hunor, nemzetközi kapcsolatok szakértője, közép-európai szakterület. Prágai Magyar Nagykövetség munkatársa
- Rádi Feríz, agrárvállalkozó, a szegedi Fidesz elnöke
- Répássy Róbert, ügyvéd, politikus, országgyűlési képviselő
- Rosztóczy András, kutató orvos, belgyógyász, gasztroenterológus szakorvos, habilitált egyetemi docens
- Rovó László, orvos, fül-orr-gégész, egyetemi oktató, az SZTE rektora (2018–2022 között)
- Sisák Benedek, orvos
- Somorjai Ferenc, idegenvezető, tanár, útikönyvíró, művészettörténész, illusztrátor
- Szélpál Szilveszter, fizikatanár, operaénekes, színész
- Szőnyi György Endre, irodalom - és kultúrtörténész
- Tatár Botond, költő
- Temesi Ferenc, Kossuth- és József Attila-díjas magyar író, műfordító, drámaíró, forgatókönyvíró, a szótárregény műfajának megalapítója
- Thékes István, oktatáskutató, nyelvtanár, a Gál Ferenc Egyetem docense, korosztályos válogatott teniszező
- Tóth Tamás, temetőkutató
- Trenka Csaba Gábor, író, forgatókönyvíró
- Utassy-Vitéz Toma, kosárlabdázó, gyógyszerész.
- Vágvölgyi B. András, író, újságíró, filmrendező, filmesztéta, politikai és kulturális kommentátor
- Vass Márton, fallabdázó
- Vitos György, újságíró, sporttörténész
- Zombori István, történész, muzeológus, egyetemi tanár

## Induló képzések

### Általános iskolai osztályok

#### a, b, c osztály – 8 évfolyamos képzés
- általános tantervű, nyelvi (angol vagy francia) orientációval

### Gimnáziumi osztályok

#### a osztály („mat–fiz”) – 4 évfolyamos képzés
- speciális matematika tantervű csoport (15 fő)
- emelt szintű fizika csoport (15 fő)

#### c osztály (humán) – 4 évfolyamos képzés
- humán orientáció / magyar nyelv és irodalom – intenzív angol nyelvi képzéssel (15 fő)
- humán orientáció / történelem – intenzív angol nyelvi képzéssel (15 fő)

#### d osztály („bfk”) – 4 évfolyamos képzés
- természettudományos orientációjú, emelt szintű biológia tantervű osztály (30 fő, csoportbontásban)

#### f osztály (francia) – 5 évfolyamos képzés nyelvi előkészítő évvel
- magyar–francia két tanítási nyelvű csoport (15 fő)

#### i osztály (informatika) – 4 évfolyamos képzés
- műszaki informatika orientált, emelt szintű digitális kultúra tantervű csoport (15 fő) (az utolsó osztályt a 2024/2025-ös tanévben indították el, helyét az IB-program nemzetközi tagozata veszi át a 2025/2026-os tanévtől)

#### g osztály (nyelvi) – 6 évfolyamos képzés
- általános tantervű 6 évfolyamos gimnáziumi osztály nyelvi orientációval (30 fő, csoportbontásban)

## Iskolai élet
Az intézmény alapítása óta híres a „liberális, gyerekközpontú” szellemiségéről. A tanulók iskolai életét rengeteg program és lehetőség színesíti, mint például a minden évben hagyományosan megrendezésre kerülő Gólyahét, Ságvári-napok, Ságvárizmus éjszakája, éjszakai kincskeresés, Palacsinta-party, SáRa-kupa sportvetélkedő a Radnóti Gimnáziummal közösen, sítábor (ahová minden tizedikest elvisznek), vagy a havonta megrendezésre kerülő Filozófiai Teaház, ahová minden alkalommal egy egyetemi professzor kerül meghívásra, hogy megalapozza az est vitatémáját, vagy a Ságvári Teaház, ami rendszeresen helyszíne diákbandák fellépéseinek. Továbbá a hagyományos tantárgyi szakkörökön túl olyan különleges délutáni szakkörök várják a diákokat, mint például az atomfizika-szakkör, asztrofizika-szakkör, filozófiaszakkör, robotikaszakkör, vitaszakkör, sakkszakkör, társasjátékszakkör, drámakör, francia színjátszó, vagy az iskola médiaprojektjei, az ÚjSágvári iskolaújság, vagy a Ságvári Essence Television (SET), a gimnázium angol nyelvű diáktelevíziója.

## Szegedi Ságvári Gimnáziumért Alapítvány
Az 1991-ben létrehozott alapítvány célja a tanárok, tanulók egyéni és közösségi aktivitásának támogatása, a nyelvoktatás és a számítástechnika-oktatás fejlesztése. Minden év decemberében a szegedi Városi Sportcsarnokban megrendezik a Ságvári Gálát, amely egy jótékonysági bál. A bálon az iskola egykori és jelenlegi diákjai is fellépnek.

## Ságváris Öregdiákok Egyesülete (SÖDE)
A 2016. május 24-én alapított SÖDE célja az iskolában dolgozó tanárok szakmai képzésének, fejlődésének és az iskolai rendezvények támogatása.
Vezetősége:
- Elnök: Dobi János
- Alelnök: Pál Zoltán

## Partnerkapcsolatok
- Erasmus+
- Határtalanul
- Európai Parlamenti Modell

## Érdekességek
Grecsó Krisztián Vera című regényében a főszereplő ebbe az intézménybe jár.

## Diákönkormányzat
Az SZTE Báthory István Gyakorló Gimnázium és Általános Iskola tanulói önkéntesen jelentkezhetnek a diákönkormányzatba, ahol minden osztályból minden képviselő megszavazza és megbeszéli az iskola programjait. A diákönkormányzatért felelős tanár Árpádfalvi Dóra. A jelenlegi diákönkormányzatot vezető elnök Bagdi Zénó.